# Radio Bremen
Radio Bremen (RB) è l'emittente radiotelevisiva pubblica locale del Land tedesco di Brema, ed è affiliata ad ARD. La sede principale è situata a Brema.